# Jang Sung-ho (judoka)
Jang Sung-ho (kor. 장성호; ur. 12 stycznia 1978) – południowokoreański judoka. Trzykrotny olimpijczyk. Srebrny medalista z Aten 2004; siódmy w Pekinie 2008; odpadł w pierwszej rundzie w Sydney 2000. Walczył w wadze półciężkiej.
Wicemistrz świata w 1999; trzeci w 2001. Triumfator igrzysk azjatyckich w 2006; drugi w 2002. Zwycięzca igrzysk Azji Wschodniej w 2001. Zdobył sześć medali na mistrzostwach Azji w latach 1999 – 2008. Pierwszy i drugi na uniwersjadzie w 2001. Trzeci na akademickich MŚ w 1998 roku.

## Letnie Igrzyska Olimpijskie 2000
| Konkurencja | Rundy eliminacyjne    | Klas. końcowa |
| Konkurencja | Przeciwnik I          | Miejsce       |
| ----------- | --------------------- | ------------- |
| 100 kg      | Sami Belgroun (ALG) P | 1 runda       |

## Letnie Igrzyska Olimpijskie 2004
| Konkurencja | Rundy eliminacyjne      | Rundy eliminacyjne     | Rundy eliminacyjne    | Runda finałowa         | Runda finałowa       | Klas. końcowa |
| Konkurencja | Przeciwnik I            | Przeciwnik II          | Przeciwnik III        | 1/2                    | Finał                | Miejsce       |
| ----------- | ----------------------- | ---------------------- | --------------------- | ---------------------- | -------------------- | ------------- |
| 100 kg      | Franck Moussima (CMR) Z | Rhadi Ferguson (USA) Z | Ari’el Ze’ewi (ISR) Z | Michael Jurack (GER) Z | Ihar Makarau (BLR) P | 2.            |

## Letnie Igrzyska Olimpijskie 2008
| Konkurencja | Rundy eliminacyjne      | Rundy eliminacyjne        | Rundy eliminacyjne              | Repasaże                | Repasaże                 | Klas. końcowa |
| Konkurencja | Przeciwnik I            | Przeciwnik II             | Przeciwnik III                  | Przeciwnik I            | Przeciwnik II            | Miejsce       |
| ----------- | ----------------------- | ------------------------- | ------------------------------- | ----------------------- | ------------------------ | ------------- |
| 100 kg      | Albenis Rosales (VEN) Z | Oreidis Despaigne (CUB) Z | Najdangijn Tüwszinbajar (MGL) P | Benjamin Behrla (GER) Z | Lewan Żorżoliani (GEO) P | 7.            |